# Milo Pavlović
Milo Pavlović (* 2. Dezember 1930 in Belgrad als Milorad Pavlović) ist ein serbischer Trompeter (auch Flügelhornist) und Orchesterleiter, der als Solist sowohl im Jazz als auch in der Unterhaltungsmusik bekannt wurde.

## Leben und Wirken
Pavlović begann mit 18 Jahren, Trompete zu lernen. In den frühen 1950er Jahren spielte er im Rundfunkorchester von Radio Belgrad. 1956 zog er nach Deutschland und war von 1957 bis 1967 als Leiter des Trompetensatzes im Orchester von Kurt Edelhagen engagiert. Innerhalb des Orchesters bildete er gemeinsam mit dem Pianisten Bora Roković, dem Bassisten Bob Carter (später Joe Sydow) und dem Schlagzeuger Stuff Combe das Milo Pavlović Quartett. Dann legte er im Bereich der Popularmusik mehrere Aufnahmen unter eigenem Namen vor. 1968 wechselte er zur SFB Big Band, die er 1981 leitete. 1982 gründete er seine Berlin Big Band, mit der er auch Alben einspielte. Als Solist nahm er auch mit der Kenny Clarke/Francy Boland Big Band, Heinz Kretzschmar, Martin Böttcher, Paul Kuhn, Udo Jürgens, Leo Wright, Chris Hinze, Spasa Milutinović und Oliver Nelson auf und war an Festivalproduktionen der Berlin Dream Band unter Stan Kenton und Gil Evans beteiligt.

## Diskographische Hinweise
- Tributes (TMK)

## Lexikalische Einträge
- Jürgen Wölfer: Jazz in Deutschland. Das Lexikon. Alle Musiker und Plattenfirmen von 1920 bis heute. Hannibal, Höfen 2008, ISBN 978-3-85445-274-4.
- Friedel Keim: Das große Buch der Trompete: Instrument, Geschichte, Trompeterlexikon. Band 1. Schott Music GmbH & Co KG, Mainz 2005, ISBN 978-3-79570-530-5, S. 129. Eingeschränkte Vorschau bei Google Books.